# فرودگاه کپ. فاپ ویکتور مانز آریاز
فرودگاه کپ. فاپ ویکتور مانز آریاز (به انگلیسی: Cap. FAP Víctor Montes Arias Airport) یک فرودگاه همگانی با کد یاتا TYL است که یک باند فرود آسفالت دارد و طول باند آن ۲۴۵۰ متر است. این فرودگاه در کشور پرو قرار دارد و در ارتفاع ۸۶ متری از سطح دریا واقع شده‌است.

## شرکت‌های هواپیمایی و مقصدهای پروازی
| شرکت‌های هواپیمایی | مقصدهای پروازی |
| ----------------- | -------------- |
| لان پرو           | خورخه چاوز     |
| LC Perú           | خورخه چاوز     |